# Sokol Kushta
Sokol Kushta est un footballeur albanais né le 17 avril 1964 à Vlorë, considéré comme l'un des meilleurs joueurs de son pays à la fin des années 1980 et au début des années 1990. Il a été l'un des premiers à être autorisé par le régime communiste à jouer à l'étranger.
Attaquant prolifique, Kushta s'est classé 30e au Ballon d'or 1987, égalant des joueurs comme Alessandro Altobelli, Glenn Hoddle et Rudi Völler.

## Biographie

### En club
Né à Vlorë, Sokol Kushta a passé une grande partie de sa carrière en Albanie avec le Flamurtari Vlorë, notamment dans les années 1980, qui furent l'âge d'or du club, aux côtés de joueurs internationaux comme Alfred Zijai, Kreshnik Çipi (en), Petro Ruçi (en), Alfred Ferko (en) et Rrapo Taho (en).
Lors de la saison 1987-88, il a aidé le club à éliminer Partizan Belgrade et Wismut Aue, avant de perdre à nouveau contre le FC Barcelone en huitièmes de finale,.
Il a également joué trois saisons avec l'équipe de l'armée, le Partizan Tirana,.
Après la chute du régime communiste, Kushta rejoint le club grec de l'Iraklis Salonique en compagnie de son compatriote et gardien Anesti Arapi (en). Il poursuit sa carrière en Grèce avec Apollon Kalamarias puis à Chypre avec l'Ethnikos Achna et l'Olympiakos Nicosie,.

### En sélection
Kushta fait ses débuts avec l'équipe nationale albanaise en mars 1987 lors d'un match de qualification pour l'Euro 1988 contre la Roumanie (défaite 1-5 à Bucarest).
Il porte le maillot de l'Albanie à 31 reprises, marquant un total de 10 buts, un record national à l'époque. Il dispute notamment les qualifications pour l'Euro 1988, Coupe du monde 1994, pour l'Euro 1992, pour la Coupe du monde 1994, pour l'Euro 1996 et pour la Coupe du monde 1998.
Son dernier match international a lieu en octobre 1996 contre le Portugal lors de ces dernières qualifications (défaite 0-3 à Tirana).

## Palmarès
Partizani Tirana
| - Championnat d'Albanie (1) : - Champion : 1986-87. |

 Flamurtari
| - Championnat d'Albanie (1) : - Champion : 1990-91. |